# Soldatenmehrarbeitsvergütungsverordnung
Die Verordnung über die Gewährung einer Mehrarbeitsvergütung für Soldaten (Soldatenmehrarbeitsvergütungsverordnung – SMVergV) ist eine Bundesrechtsverordnung, die vom Bundesministerium des Innern im Einvernehmen mit dem Bundesministerium der Verteidigung und dem Bundesministerium der Finanzen erlassen wurde.

## Inhalt
Soldaten in Besoldungsgruppen der Bundesbesoldungsordnung A kann eine Mehrarbeitsvergütung gewährt werden, soweit Mehrarbeit geleistet wird im Rahmen eines Dienstes im Truppendienst, aufgrund eines Dienstplanes oder zur Herbeiführung eines im öffentlichen Interesse liegenden unaufschiebbaren und termingebundenen Ergebnisses. Beamte des Bundes wird hingegen Mehrarbeitsvergütung nach der Bundesmehrarbeitsvergütungsverordnung gewährt.
Die Vergütung wird gewährt, wenn erstens die Mehrarbeit schriftlich angeordnet oder genehmigt wurde, zweitens aus zwingenden dienstlichen Gründen nicht durch Dienstbefreiung innerhalb eines Jahres ausgeglichen werden kann und drittens die sich aus der regelmäßigen wöchentlichen Arbeitszeit ergebende Arbeitszeit um mehr als fünf Stunden im Kalendermonat (Mindeststundenzahl) übersteigt.
Die Vergütung wird nicht gewährt neben Auslandsdienstbezügen oder dem Auslandsverwendungszuschlag und nach der Sanitätsdienstvergütungsverordnung.
Bei einem Bruchteil von mindestens 30 Minuten wird aufgerundet, ansonsten abgerundet.
Die Vergütung beträgt je Stunde für Vollzeitbeschäftigte seit dem 1. März 2024: 
1. in den Besoldungsgruppen A 3 und A 4 15,42 Euro,
2. in den Besoldungsgruppen A 5 bis A 8 18,22 Euro,
3. in den Besoldungsgruppen A 9 bis A 12 25,03 Euro,
4. in den Besoldungsgruppen A 13 bis A 16 34,46 Euro.